# 1,4-ジヒドロキシナフタレン
1,4-ジヒドロキシナフタレン（英: 1,4-Dihydroxynaphthalene）はナフタレンの誘導体の一種である。ジヒドロキシナフタレンの異性体の一つで、ナフタレンの1位と4位の水素原子がヒドロキシ基に置換した構造を持つ。1,4-ナフタレンジオール、α-ナフトヒドロキノンとも称する。化学式はC10H6(OH)2。

## 用途
医薬品や農薬の中間体となるほか、アクリル酸を付加することにより高屈折率や耐熱性などの付加価値を持たせた合成樹脂の原料となる。